# Un nouveau monde (Torchwood)
Pour l’article homonyme, voir Un nouveau monde.
Un nouveau monde (The New World traduction littérale : Le Nouveau Monde) est le premier épisode de la quatrième saison de la série télévisée britannique Torchwood, saison intitulée Torchwood : Le Jour du Miracle.

## Accroche
Alors que le CIA reçoit le mot "Torchwood", la mort disparait de la surface de la Terre : qu'ils soient exécutés, accidentés ou malades, les êtres humains cessent tout simplement de mourir. Face à ce phénomène miraculeux, des agents de la CIA décident de récupérer les anciens agents de Torchwood comme Jack Harkness et Gwen Cooper, mais une mystérieuse organisation veut les faire taire.

## Résumé
Au Kentucky, le pédophile et assassin condamné Oswald Danes doit être exécuté par injection létale. Cependant, l'exécution échoue. Au début de la journée, un mystérieux email est envoyé à tous les agents des services de renseignement des États-Unis, franchissant tous les protocoles de sécurité habituels et ne contenant qu'un seul mot : Torchwood. L'agent de la CIA, Rex Matheson est blessé mortellement dans un accident de voiture alors qu'il est en train de recevoir par téléphone des informations sur Torchwood d'Esther Drummond, une analyste de la CIA, et il est emmené dans un hôpital de Washington. Il y est soigné par la chirurgienne Vera Juarez, qui informe Esther que Rex a survécu, et que d'ailleurs personne n'est mort au cours des dernières 24 heures dans aucun hôpital des États-Unis. Cette information se propage sous le nom de Miracle dans la presse internationale et les réseaux sociaux. Il s'avère que les humains peuvent encore devenir malades ou être blessés, mais continuent à vivre quoi qu'il arrive. Alors qu'Esther enquête sur les fichiers subsistant au sujet de Torchwood dans les archives de la CIA, Jack Harkness apparaît aux États-Unis pour régler le problème d'Esther, après avoir effacé toute mention en ligne de Torchwood. Jack donne à Esther une pilule d'amnésie, et elle oublie donc sa rencontre avec Jack, bien que ses souvenirs de Torchwood soient réveillés par un fichier que l'agent de la CIA, Noah Vickers lui confie.
Oswald parvient à négocier sa libération de prison, après avoir fait chanter le personnel de la prison et avoir affirmé qu'il a déjà reçu sa peine. Au pays de Galles, l'ancien agent de Torchwood et jeune maman Gwen Cooper, est rappelée d'exil par son vieil ami Andy Davidson, qui l'informe que son père Geraint a eu deux attaques cardiaques, mais n'est pas mort. Gwen est convaincue de ne pas enquêter davantage sur ces étranges événements par son mari Rhys. Cependant, l'agent de la CIA, Rex Matheson, fait le lien entre Torchwood et le miracle global avec l'aide d'Esther, il retrouve Gwen en utilisant la liste des appels du téléphone de Davidson. À son arrivée au cottage côtier de Gwen, un hélicoptère surgit avec l'intention d'éliminer Gwen. Gwen réplique et s'échappe avec l'aide de Jack qui arrive à son secours. Les membres survivants de Torchwood se réfugient sur la Roald Dahl Plass, le site originel de la branche galloise de l'Institut Torchwood, où Jack leur révèle qu'il ne guérit pas d'une blessure reçue (celle qu'il a eu aux archives de la CIA) et qu'il se considère comme mortel, de la même façon que le reste de la population est à présent immortel. Gwen discute d'un plan d'action, mais est interrompue par l'arrivée de la police et par l'annonce de Rex qui va transférer l'équipe de Torchwood aux États-Unis.

## Production

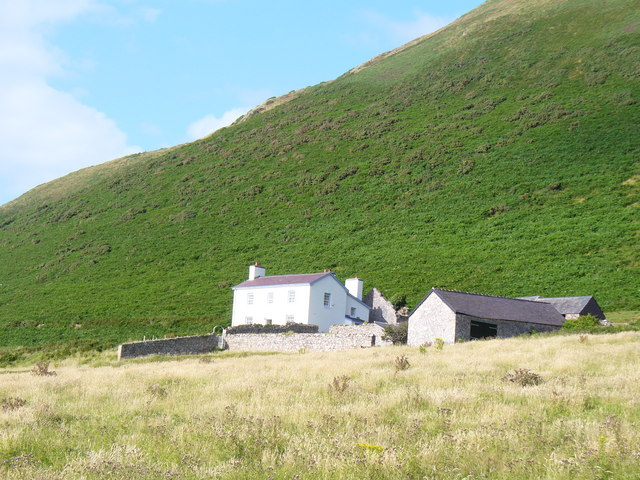
Le "Old Rectory" à Rhossili

## Distribution
- John Barrowman : Capitaine Jack Harkness
- Eve Myles : Gwen Cooper
- Mekhi Phifer : Rex Matheson
- Alexa Havins : Esther Drummond
- Kai Owen : Rhys Williams
- Bill Pullman : Oswald Danes
- Arlene Tur : Vera Juarez
- Paul James : Noah Vickers
- Marina Benedict : Charlotte Willis
- Brian Guest : Mr Peterson
- Sharon Morgan : Mary Cooper
- William Thomas : Geraint Cooper
- Tom Price : Sergent Davidson
- Penny Bunton : Randonneuse
- Ron Butler : Professeur âgé
- Jim Castillo : Présentateur de télé #2
- Rick Chambers : Présentateur de télé âgé
- Hymnson Chan : Infirmier
- Van Epperson : Archiviste
- Ellen Fox : Journaliste télé
- Laura Gardner : Experte
- Lauri Hendler : Infirmière en colère
- Carla Jeffery : Adolescente
- Clint Jung : Professeur
- Charlene Lovings : Infirmière
- Jessica Mathews : Présentatrice de télé #3
- Rocky McMurray : Gardien âgé
- Laura Morgan : Hôtesse de l'air
- Phil Nice : Randonneur
- Bunnie Rivera : Rosita
- Robin Sachs : Professeur britannique
- Heather Ann Smith : Joan Cabina
- Jackie Torres : Présentatrice de télé #2
- Mischelle Turner : Présentatrice de télé
- David Grant Wright : Présentateur de télé

## Continuité
- Gwen raconte à son bébé des aventures qui lui sont arrivées à l'époque où elle travaillait à l'Institut Torchwood.
- Jack prétend être un agent du FBI appelé Owen Harper.
- Les agents de la CIA font plusieurs fois allusion au niveau de sécurité 456, une référence aux extra-terrestres qui sont les principaux adversaires de l'humanité dans Les Enfants de la Terre.
- Jack réutilise la drogue Retcon qu'il utilisait dans les premières saisons pour faire oublier les témoins.

### Continuité avec leWhoniverse
- Jack utilise un papier psychique pour accéder à l'autopsie du poseur de bombe.
- On apprend que le dossier de Torchwood a été en partie censuré par UNIT.
- La Photo qu'Esther trouve dans le dossier de la bibliothèque de la CIA montre Jack tel qu'il était dans le double épisode Drôle de Mort/Le Docteur danse.
- Jack utilise une drogue amnésique appelée "RETCON", le douzième Docteur y fait mention dans l'épisode Le Corbeau.

## Réception et critiques
Pour sa première diffusion sur Space au Canada, l'épisode a attiré près d'un million de téléspectateurs avec une moyenne de 432 000, le plus haut score que la chaîne ait atteint pour une émission.
Pour sa première sur Starz aux États-Unis, une audience combinée (l'audience de la diffusion originale à 21 h et celle de la rediffusion à 23 h) de 1,51 million de téléspectateurs a été obtenue, ce qui veut dire que l'épisode était au niveau de l'audience la plus haute enregistrée par la chaîne, détenue par Camelot.
Sur BBC One, l'épisode a attiré une audience moyenne consolidée de 6,59 millions de téléspectateurs, ce qui est légèrement meilleur que le premier épisode de la saison précédente, Les Enfants de la Terre, et l'indice de satisfaction est de 85 sur 100, ce qui est considéré comme « excellent ».
En France, les trois premiers épisodes de la saison 4 ont été diffusés par NRJ 12 en première partie de soirée le 30 novembre 2011. Ils ont réalisé une excellente audience avec 553 000 téléspectateurs entre 20 h 45 et 23 h 40, dont 564 000 et 1,9 % de part d'audience pour le premier épisode de la soirée.